# Gevlekte salamander
De gevlekte salamander (Ambystoma maculatum) is een salamander uit de familie van de molsalamanders (Ambystomatidae).

## Naamgeving
De soort werd voor het eerst wetenschappelijk beschreven door George Shaw in 1802. Oorspronkelijk werd de wetenschappelijke naam Lacerta maculata gebruikt.
De geslachtsnaam Ambystoma betekent 'bekerbek' en de soortaanduidingmaculatum betekent 'gevlekt'. De gevlekte salamander staat bekend onder meerdere Nederlandse namen zoals zebrasalamander, (geel)gevlekte landsalamander of (geel)gestipte landsalamander.

## Uiterlijke kenmerken
Deze salamander is geheel zwart en heeft boven ieder oog een vlek, evenals twee rijen op de rug en links en rechts wisselende vlekken op de staart. Ook op de poten zitten vlekken, die meestal geel zijn, soms oranje. De vlekken zijn niet zo groot als bij de vuursalamander (Salamandra salamandra), en vormen bij sommige ondersoorten banden. Er zijn verder niet erg veel variaties in de vlekpatronen, waardoor ze gemakkelijk te herkennen zijn. Ook de costale groeven aan de flanken zijn zeer duidelijk te zien. Zoals alle Ambystoma-soorten heeft ook deze salamander een dikke kop en staart en korte brede poten. De gevlekte salamander kan tot 20 centimeter lang worden, en een leeftijd bereiken van 10 tot 15 jaar.

## Algemeen
De gevlekte salamander komt voor langs het oostelijke deel van de Verenigde Staten, en ook het zuidoosten van Canada, waar hij te vinden is op vochtige plaatsen bij watertjes als plassen, beken en meren. Het dier schuilt onder stenen en boomstammen en komt bij de schemering tevoorschijn om te jagen op wormen, insecten en andere kleine ongewervelden. In de paartijd worden ook wel waterdieren zoals watervlooien en keverlarven gegeten. De rest van het jaar leeft de salamander voornamelijk op het land.

## Mutualisme met algen
In de eerste levensfase van de gevlekte salamander, in het ei, leeft hij in mutualisme met de alg Oophila amblystomatis. De alg zit rond het embryo en leeft er van de stikstofrijke uitscheiding van de salamander. De alg produceert op zijn beurt zuurstof, die gebruikt wordt door het embryo. De algen komen echter ook voor in de cellen van het embryo. Ze worden er omringd door de mitochondria, die mogelijk de zuurstof en koolhydraten gebruiken die de alg uitscheidt na fotosynthese. Hoe de alg in de cel terechtkomt, is echter nog niet achterhaald. Mogelijk wordt hij doorgegeven van generatie op generatie, wat ingaat tegen de huidige opvatting dat gewervelden vreemde organismen uit hun cellen weren.